# Hatebreeder
Hatebreeder е вторият студиен албум на финландската група Children of Bodom. В него групата залага на класическия си стил, но могат да се открият елементи на пауър метъл – бързи китарни рифове и сложни вокални партии. Албумът излиза през 1999 г., а през 2005 г. е преиздаден в луксозна версия.

## Списък на песните
- 01 – Warheart
- 02 – Silent Night, Bodom Night
- 03 – Hatebreeder
- 04 – Bed of Razors
- 05 – Towards Dead End
- 06 – Black Widow
- 07 – Wrath Within
- 08 – Children of Bodom
- 09 – Downfall
- 10 – No Commands (Stone Cover)